# The Days of Being Dumb
Pour plus de détails, voir Fiche technique et Distribution.
The Days of Being Dumb (亞飛與亞基, Ah Fei yu Ah Kei) est une comédie hongkongaise réalisée par Blackie Ko et sortie en 1992 à Hong Kong. C'est une parodie du film Nos années sauvages (1990) dans lequel jouent également Tony Leung Chiu-wai et Jacky Cheung.
Elle totalise 9 883 635 HK$ de recettes au box-office.

## Synopsis
Fred (Tony Leung Chiu-wai) et Keith (Jacky Cheung) sont des amis d'enfance qui rêvaient à l'époque de devenir membres de la triade. Devenus adultes, ils ont réalisé leur rêve et ont rejoint de nombreux gangs. Cependant, après la mort de tous les chefs de gangs, ils sont considérés comme apportant le malheur et aucun gang ne veut plus les accueillir. Ils dépendent alors d'eux-mêmes pour faire des affaires et achètent une prostituée de Singapour, Jane (Anita Yuen). Celle-ci, cependant, pensait qu'elle était supposée être mannequin et les deux idiots n'ont pas le courage de la mettre au travail. On apprend également plus tard que Jane est lesbienne. Plus tard, le célèbre chef de la triade, Kwan (Kent Tong), embauche Fred et Keith pour prouver qu'il est invulnérable à leur sort. Sous son aile, ils parviennent à devenir des héros de la triade. Cependant, les choses finissent par mal tourner, Kwan se retourne contre eux et ils doivent riposter pour se protéger.

## Fiche technique
- Titre : The Days of Being Dumb
- Titre original : 亞飛與亞基 (Ah Fei yu Ah Kei)
- Réalisation : Blackie Ko
- Scénario : Joe Ma (en), James Yuen et Cheung Chi-sing
- Photographie : Jingle Ma (en), Andrew Lau, et Tony Miu
- Montage : Chan Kei-hop
- Musique : Richard Lo
- Production : Peter Chan
- Société de production : United Filmmakers Organisation et Movie Impact
- Société de distribution : Newport Entertainment
- Pays d'origine :  Hong Kong
- Langue originale : cantonais
- Format : couleur
- Genre : comédie et film de gangsters
- Durée : 92 minutes
- Dates de sortie :
  - Hong Kong : 6 août 1992

## Distribution
- Tony Leung Chiu-wai : Fred Tung
- Jacky Cheung : Keith
- Eric Tsang : Ball
- Kent Tong : Kwan
- Anita Yuen : Jane
- Jamie Luk : Slim
- Yeung Wan-king : un locataire voyou
- Chu Tau : un locataire voyou
- Cheng Tai-kim : un locataire voyou
- Tania Wong : Lisa
- Chan Chi-fai : Piggy
- Wong Hung : Frère Neuf
- Glen Chin (en) : le général Lee
- Tam Wai : Iron
- Lam Chung : un gangster (caméo non crédité)
- Billy Ching : Shing Dents-d'or
- Chun Kwai-po : le gangster aux dents
- Cheung Ying-wa : la voiture jockey
- Wan Kung-wai : la voiture jockey
- Chan Leung-shun : la voiture jockey
- Ben Luk : Mr Lau
- Leung Kei-hei : le père de Keith
- Wan Seung-yin : la deuxième tante de Keith
- Lee Chi-hang : Keith jeune
- William Chu : Fred jeune
- Simon Cheung : un policier au théâtre
- Yeung Kei-sing : un policier au théâtre
- Garry Chan : Cheong Grande-bouche
- Sam Dang : un homme de Kwan
- Ng Piu-chuen : un homme de Kwan
- Mike Lau : un homme de Kwan
- Chang Yuk-chuen : un homme de Kwan
- Au Chiu-hang : un homme de Kwan
- Ng Yuk-sau : un homme de Kwan
- Wong Ying-kit : Petit Kit
- Fung Yuen-chi : Lau Pei
- Tsui Kai-wah : le passant aux cheveux longs
- Szeto Bobby : un voyou
- So Chung : un voyou
- Cheung Sam-po : un voyou
- Or Wai-man : la journaliste
- Sam Kin-sang : un policier
- To Kwan-pang : le marchand ambulant
- Tse Chi-wah : le marchand de pastèques
- Wong Yun-ching : l'étudiant gros
- Four Tse : une personne aux funérailles
- Leung Kai-chi : un homme de Pei
- Ho Chi-moon : un homme de Kwan au théâtre
- Kent Chow

## Récompenses
| Prix                                    | Prix                   | Prix          | Prix    |
| Cérémonie                               | Catégorie              | Récipiendaire | Issue   |
| --------------------------------------- | ---------------------- | ------------- | ------- |
| 12e cérémonie des Hong Kong Film Awards | Meilleur nouvel espoir | Anita Yuen    | Lauréat |